# 島田一郎
島田一郎（しまだ いちろう，1848年（嘉永元年）—1878年（明治11年）7月27日），日本江户幕到明治时期武士、陆军军人。又名一良（いちろう）、朝勇（ともいさみ）。于1878年刺杀大久保利通（紀尾井町事件）。

## 来歴
嘉永元年（1848年），出生于今天的石川县金泽市。
元治元年（1864年），在长州征伐中作战。明治元年（1868年），由于在北越战争中保护长冈藩遗弃的军粮等功劳，第二年升格为御步并（おかちなみ）。
废藩置县以后，以陆军军人为目标学习法式兵学，升任为上尉以后回乡。作为不平士族的一派三光寺派的领导人，曾想响应萩之乱、西南战争，尝试举兵，但放弃了。此后，他改变原有方针，对要员进行刺杀。明治11年（1878年）5月14日，与長連豪等人一起将大久保利通在東京紀尾井町的清水谷附近暗杀，史称紀尾井坂之変。事件发生以后自首。同年7月27日10時被判处死刑，同日11時半在市谷監獄与其他5人共犯以谋杀罪被判处斩首，至此结束了他31年的人生。
島田一郎等6名的墓地位于東京的谷中霊園，6个墓碑并排陈列。